# روث ليتل ساتر
روث ليتل ساتر (بالإنجليزية: Ruth Lyttle Satter)‏‏ (8 مارس 1923 في نيويورك - 3 أغسطس 1989) عالمة نبات أمريكية، تُعرف لعملها البارز حول حركة الأوراق اليومية.
في عام 1990 قام جوان بيرمان وهي أُخت روث، بتأسيس جائزة روث ليتل ساتر في الرياضيات (جائزة يمنحها مجتمع الرياضيات الأمريكي ).‏ وذلك تخليدًا لذكرى أختها روث ليتل ساتر،